# Villa Noailles

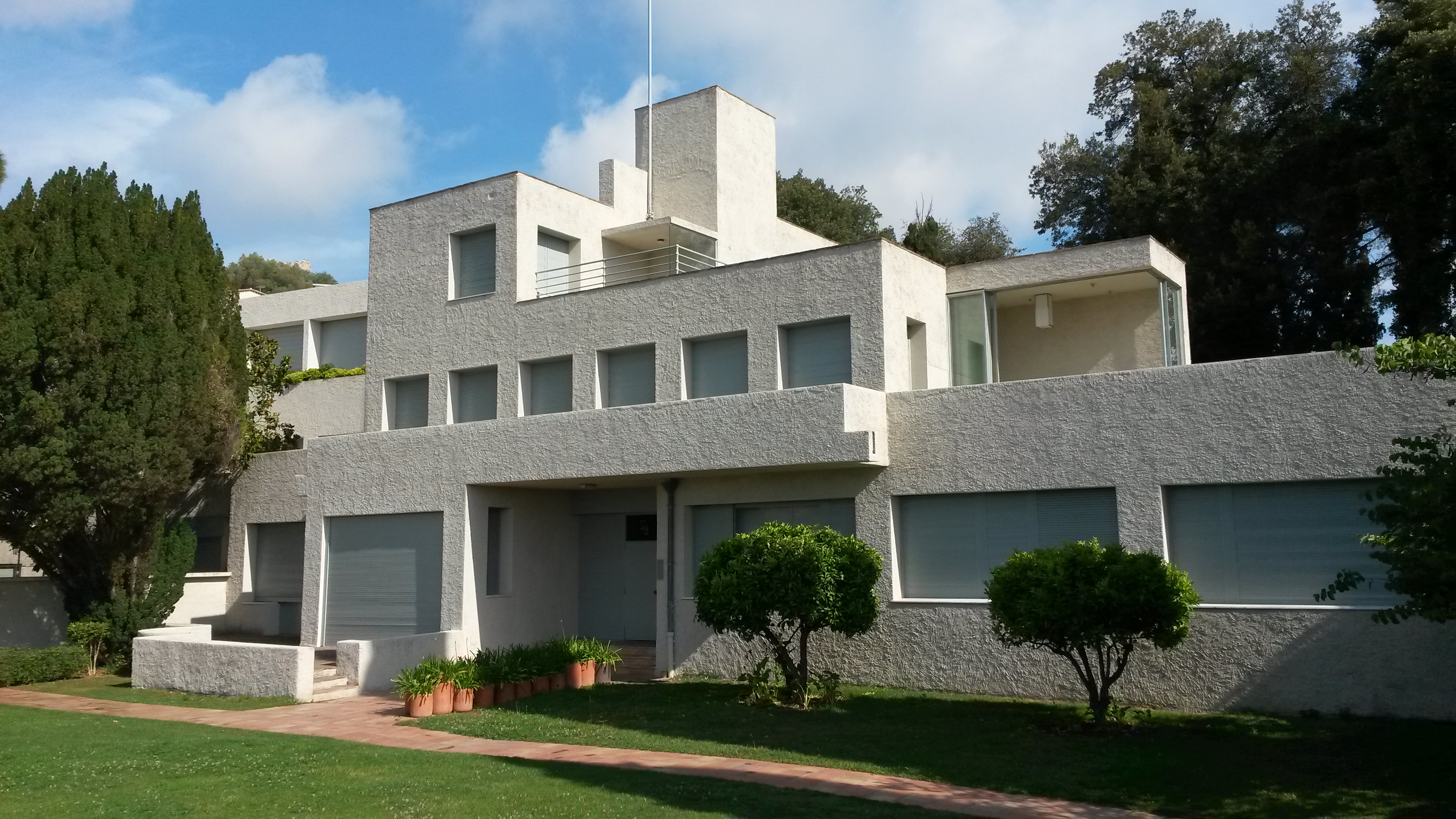
Villa Noailles (2016)

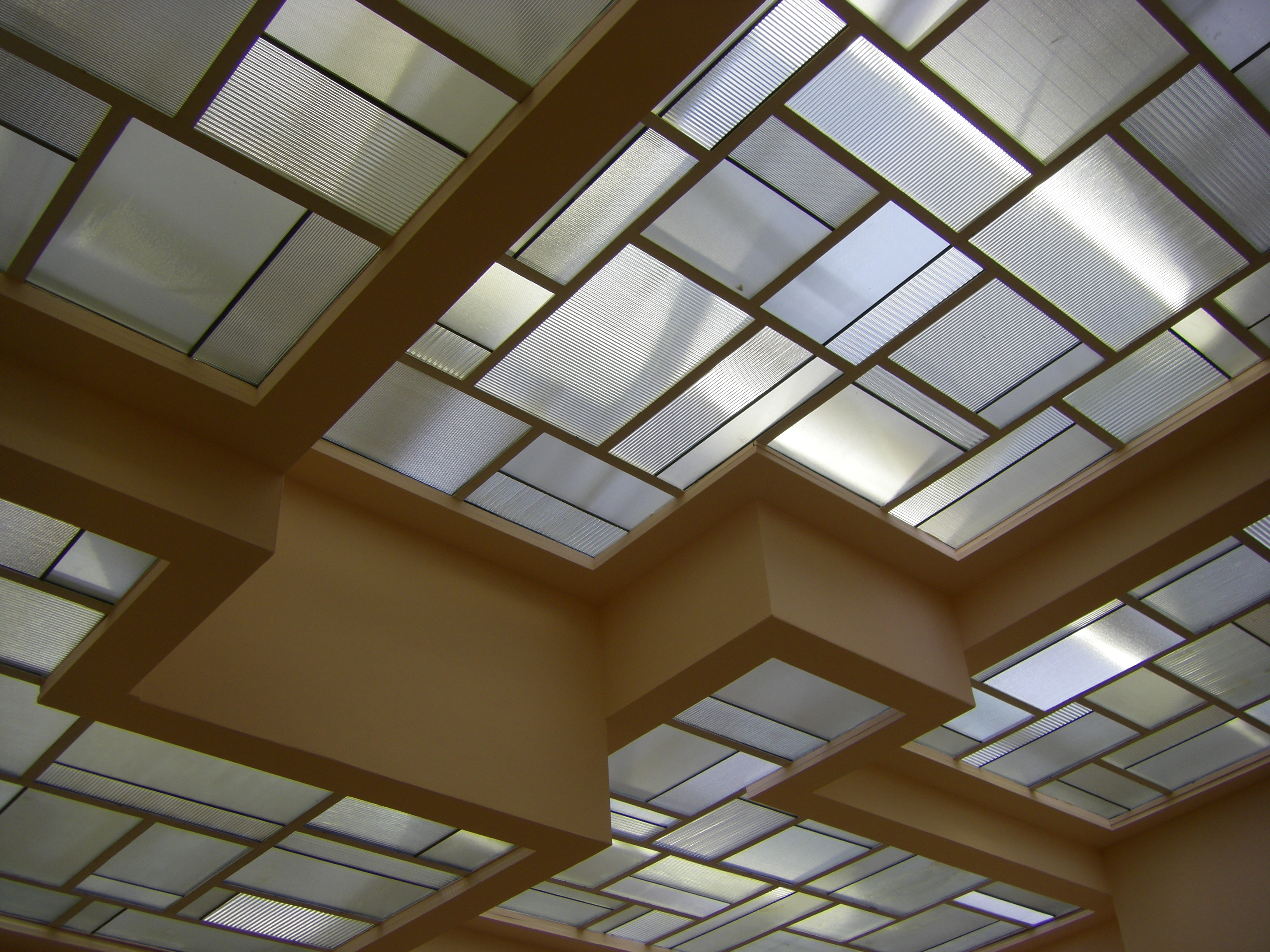
Glasdecke Rosa Salon

Die Villa Noailles (auch Château Saint-Bernard) ist eine großbürgerliche Villa in Hyères, welche nach Entwürfen des Architekten Robert Mallet-Stevens 1924–29 erbaut wurde. Sie gilt als bedeutendes Zeugnis moderner Architektur der Zwischenkriegszeit. Sie ist seit 1987 als Monument historique eingetragen.

## Bauaufgabe und Planung
Charles und Marie-Laure de Noailles, begüterte und einflussreiche Mitglieder der Pariser Intellektuellenszene, beauftragten, nachdem sie zuvor bereits Kontakt zu Mies van der Rohe und Le Corbusier hatten, im Jahr 1923 den Architekten Robert Mallet-Stevens mit der Planung ihrer Villa auf einem ererbten Grundstück in Hyères. Die Baustelle wurde von 1924 bis 1929 zum Experimentierfeld für den Architekten, dessen Vorbild der Wiener Architekt Josef Hoffmann, die Studien der niederländischen Künstlergruppe De Stijl und die Theorien des Bauhauses waren. Geplant war zunächst eine Winterresidenz als „ein kleines Haus so konzipiert, dass die Sonne morgens in die Schlafzimmer und nachmittags in den Salon scheint“. Das Ehepaar erweiterte aber während der Bauzeit das Raumprogramm, und es entstanden nach und nach die Schwimmhalle, der Gymnastikraum, der Squash-Raum und weitere Anbauten.

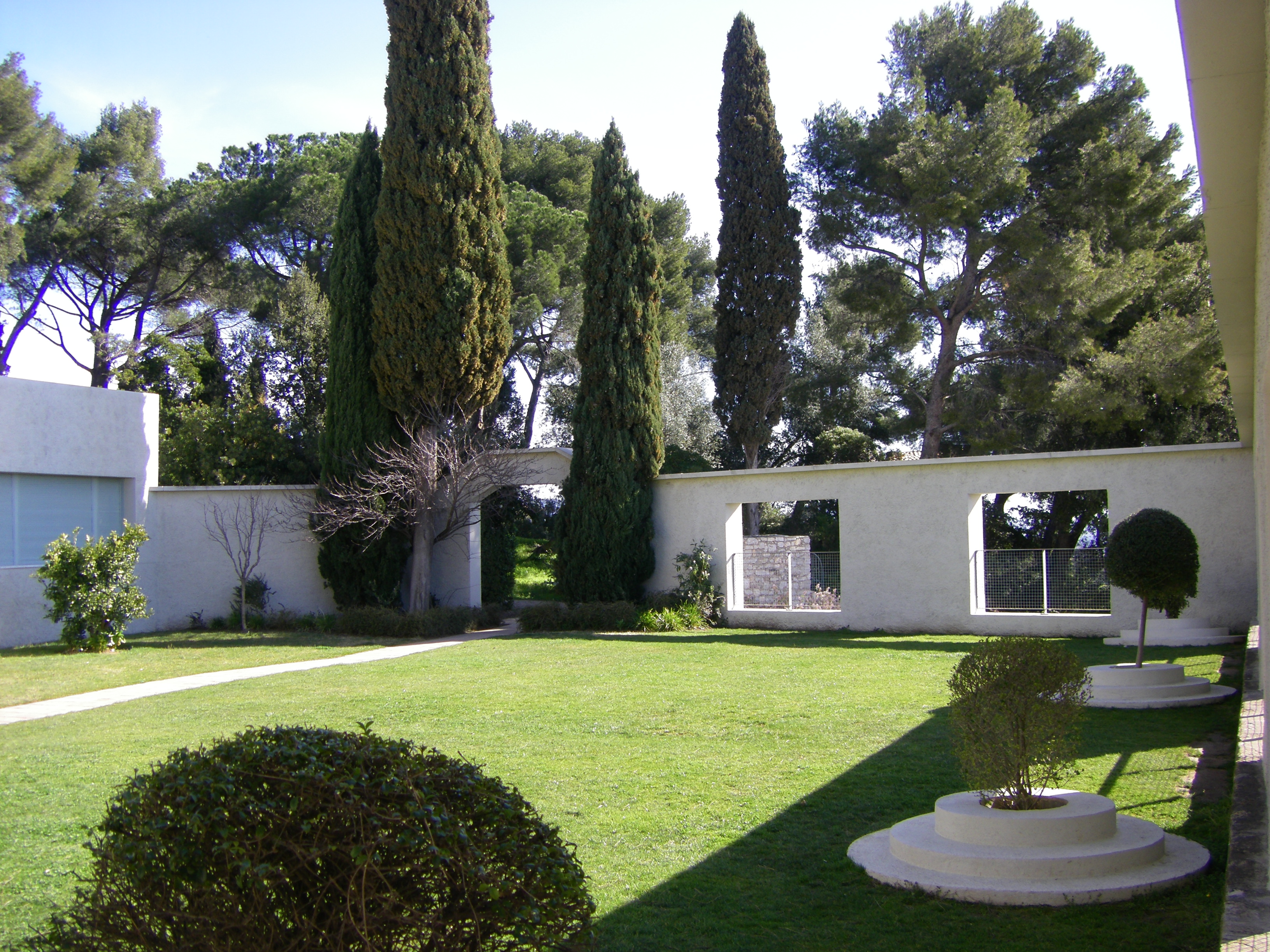
Garten Villa Noailles

## Architektur

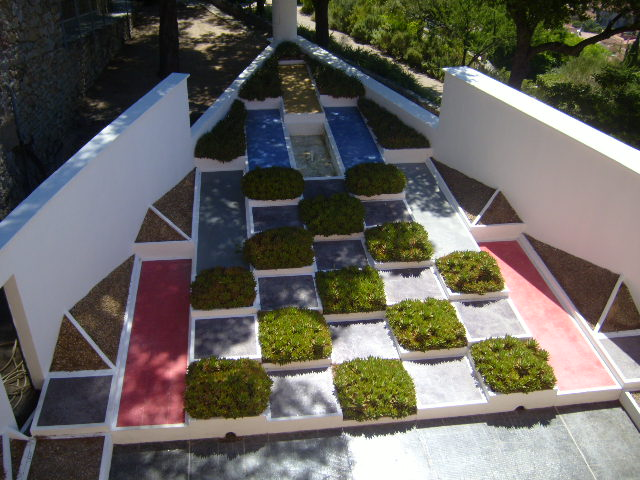
Der kubistische Garten

Im Gegensatz zu den zeitgleichen Bauten von Le Corbusier, der seine Villen auf Stützen bzw. Säulen stellte und vom Gelände löste, besteht der Hausneubau von Mallet-Stevens aus einer Aneinanderreihung von Zimmern, deren Fußböden, der Topografie des Hanges folgend, unterschiedlich hoch liegen. Die Villa selbst ist ein labyrinthisch verschachtelter bühnenartiger Baukomplex, dessen Funktion weniger dem Wohnen als der Repräsentation diente. Bestimmt wird das Bauwerk von der „Poesie des rechten Winkels“. Der aus kubischen Baukörpern addierte Komplex gleicht der Ästhetik der De-Stijl-Gruppe. Die Auflösung des Raumes entspricht nicht der klassischen Tradition, sondern folgt der Raumkonzeption von Frank Lloyd Wright. Die Decke des Rosa Salons wird durch eine unregelmäßige tragende Betonkonstruktion gebildet, auf die eine aus unterschiedlichen Rechteckformaten bestehende einfarbige Glasdecke von Louis Barillet aufliegt.
Die Südfassade öffnet sich mit zahlreichen Fensterflächen und Terrassen vor den Schlafzimmern nach Süden mit Ausblick auf die Bucht von Hyères. Auf der ersten Etage ist ein weitgehend verglastes Freiluftzimmer eingerichtet. Der Bauherr verlangte, „…keinen Zollbreit Fenster zu opfern, um eine interessante moderne Fassade zu erhalten.“ Die homogenen Fassadenflächen ohne Vorsprünge und Gesimse sind hellgrau verputzt und reichen bis zur Attika der Flachdächer. Im Osten wurde für den botanisch interessierten Besitzer von Gabriel Guévrékian ein streng architektonisch aufgebauter kubistischer Garten in Dreieckform angelegt, dessen Ende ursprünglich eine Bronzestatue von Jacques Lipchitz auf einem Sockel bildete.

## Das Haus als Denkmal
Die Villa in Hyères, deren Eigentümer die Architektur der elitären Belle Époque verlassen und dem rationalistischen Gedankengut Le Corbusiers und des Bauhauses
folgten, also mit dem Neubau die Ideale der Modernen umsetzen wollten, ist kein Wohnhaus mehr und befindet sich seit 1973 im Besitz der Stadt Hyères. Das Objekt ist heute ein Kulturdenkmal, in dem der künstlerische Nachwuchs gefördert wird und in dem regelmäßig Ausstellungen zu Mode und Design stattfinden.

## Festival
Seit 1985 findet hier jährlich das Festival international de mode et de photographie statt. Seit 1985 wird der Prix Mode und seit 1997 der Prix Photographie vergeben.

## Trivia
Ein großer Teil des Films „Les Mystères du Château de Dé“ wurde 1929 in der Villa Noailles gedreht. Mit 27 Minuten Spieldauer war dies der längste Film von Man Ray.